# Brock Lesnar
Brock Edward Lesnar (/ˈlɛznər/; sinh ngày 12 tháng 7 năm 1977) là một đô vật chuyên nghiệp, cựu võ sĩ tổng hợp, cựu đô vật nghiệp dư, và cựu cầu thủ bóng bầu dục Mỹ mang hai quốc tịch Mỹ và Canada. Anh hiện đang ký hợp đồng với WWE. Anh là đô vật duy nhất trong lịch sử từng giành tất cả các chức vô địch hạng nặng chính trong WWE, Ultimate Fighting Championship (UFC), New Japan-Pro Wrestling (NJPW) và National Collegiate Athletic Association (NCAA). 
Lesnar thi đấu nghiệp dư cho Đại học Minnesota, giành chức vô địch quốc gia NCAA Division I vào năm 2000. Anh sớm ký hợp đồng với WWF (sau đổi tên thành WWE) và vươn lên đứng đầu ngành vào năm 2002 khi giành được đai WWE Championship ở tuổi 25, trở thành đô vật trẻ nhất từng vô địch đai. Năm 2004, Lesnar rời WWE và tham gia National Football League (NFL), chính thức theo đuổi bộ môn bóng bầu dục Mỹ. Anh được mệnh danh là cầu thủ phòng ngự khi chơi cho đội Minnesota Vikings, nhưng đã bị loại khỏi đội trước mùa giải. Năm 2005, Lesnar quay trở lại đấu vật chuyên nghiệp, ký hợp đồng với New Japan-Pro Wrestling (NJPW), nơi anh giành đai IWGP Heavyweight Championship trong trận đấu đầu tiên của mình tại công ty này. Sau khi rời NJPW, anh cũng giành đai IWGP Heavyweight Championship tại Inoki Genome Federation (IGF).
Năm 2006, Lesnar chuyển sang võ thuật tổng hợp (MMA) khi anh ký hợp đồng với Hero's và có trận thắng đầu tiên trước Min-Soo Kim vào tháng 6 năm 2007. Sau đó, anh ký hợp đồng với Ultimate Fighting Championship (UFC) tháng 10 năm sau. Lesnar thua trước Frank Mir trong trận ra mắt UFC của anh nhưng sau đó đánh bại Heath Hearing. Vào tháng 11 năm 2008, Lesnar đánh bại Randy Couture để giành đai UFC Heavyweight Championship. Ngay sau khi bảo vệ đai thành công trong trận tái đấu với Mir, Lesnar phải ngồi ngoài vì viêm ruột thừa. Anh trở lại tại UFC 116, đánh bại nhà vô địch UFC Heavyweight Championship tạm thời Shane Carwin, và thống nhất hai đai vô địch hạng nặng, trở thành nhà vô địch UFC Heavyweight Championship chính thức. Anh mất đai tại UFC 121, thua trước Cain Velasquez. Năm 2011, một lần nữa anh phải nghỉ thi đấu vì viêm ruột thừa và trải qua cuộc phẫu thuật ngày 28 tháng 5. Lesnar trở lại tại UFC 141 vào tháng 12 cùng năm, thua Alistair Overeem và ngay lập tức từ giã bộ môn MMA. Lesnar là cơn sốt vé của UFC, khi anh quảng bá rầm rộ cho một số sự kiện UFC cháy vé nhất trong lịch sử, gồm UFC 100 và UFC 116.
Vào tháng 4 năm 2012, Lesnar quay trở lại đấu vật chuyên nghiệp, tham gia WWE sau 8 năm xa cách. Hai năm sau, tại WrestleMania XXX, Lesnar là người chấm dứt The Streaks – chuỗi bất bại tại WrestleMania của The Undertaker, khi đánh bại ông. Lần đầu tiên anh vô địch đai Universal Championship trong 504 ngày, là lần vô địch một đai thế giới lâu thứ bảy trong lịch sử công ty. Tháng 6 năm 2016, UFC quảng bá cho sự trở lại của Lesnar tại UFC 200 dù anh vẫn chưa hết hạn hợp đồng với WWE. Lesnar đánh bại Mark Hunt bằng quyết định của trọng tài. Lesnar sau đó xét nghiệm dương tính với clomiphene, một chất cấm trong chính sách chống duping của UFC, anh bị Uỷ ban Thể thao bang Nevada cấm thi đấu tại UFC trong vòng một năm, hơn nữa còn bị phạt 250,000 $ và chiến thắng của anh trước Hunt không được công nhận. Anh rời bỏ MMA lần thứ hai vào năm 2017.
Ngoài ra, Lesnar cũng một lần thắng giải King of the Ring 2002, hai lần thắng trận Royal Rumble (2003 và 2022) và một lần giành Money in the Bank 2009, là đô vật thứ ba (sau Edge và Sheamus), đạt được cả ba thành tựu trên. Anh đã quảng bá rầm rộ cho nhiều sự kiện pay-per-view không chỉ cho WWE mà còn cả UFC, bao gồm WrestleMania XIX, WrestleMania 31, WrestleMania 34, WrestleMania 36, WrestleMania 38, tám sự kiện SummerSlam với sáu lần liên tiếp (2002, 2012, 2014, 2015, 2016, 2017, 2018 và 2019), UFC 91, UFC 100, UFC 116 và UFC 121. Paul Heyman là người quản lý Brock Lesnar trong phần lớn sự nghiệp đấu vật chuyên nghiệp của anh. Một cây bút viết trên ESPN.com năm 2015 đã ca ngợi Lesnar là "đô vật giàu thành tích nhất trong lịch sử đấu vật chuyên nghiệp", còn đô vật WWE John Cena gọi Lesnar là "đô vật xuất sắc nhất mọi thời đại".

## Sự nghiệp đấu vật nghiệp dư
Brock Lesnar bắt đầu đấu vật khi còn là thiếu niên tại trường Webster quê nhà Bắc Dakota. Được huấn luyện tốt, anh đã có thành tích đáng nể với 33 trận toàn thắng. Người bạn cùng phòng Shelton Beljamin cũng là một đô vật chính là một trong những huấn luyện viên của Brock. Năm 2000, Brock Lesnar giành được danh hiệu vô địch NCCA hạng nặng mặc dù năm ngoái chỉ dành vị trí thứ 2. Sau khi tham gia Minnesotta Golden Gophers, Brock thi đấu tại Bismarck State College cũng ở Bắc Dakota. Anh kết thúc sự nghiệp đấu vật nghiệp dư tại trường trung học với thành tích đáng nể: 106-5. Các danh hiệu đạt được là:
1. 2 lần vô địch NJCAA All-American
2. 2 lần vô địch NCAA All-American
3. 2 lần vô địch Big Ten
4. Vô địch hạng nặng NCCA năm 2000[cần dẫn nguồn]

## Sự nghiệp đấu vật chuyên nghiệp

### World Wrestling Federation/Entertainment

#### Ohio Valley Wrestling (2000–2002)
Năm 2000, Lesnar ký hợp đồng với WWE và được chuyển sang Ohio Valley Wrestling thi đấu và luyện tập. Anh cũng lần đầu gặp gỡ người bạn và người quản lý tương lai của anh là Paul Heyman trong khoảng thời gian này. Ở đây, anh đã vô địch OVW Southern Tag Team Championship cùng đồng đội Shelton Beljamin, từng là một người bạn học sau khi đánh bại B.J Payne và Damian. Họ lập đội Minnesota Stretching Crew. Sau đó hai người mất đai nhưng không lâu sau giành lại từ tay B.J Payne và Damian. Vào tháng 7 năm 2001, anh đã mất đai khi Shelton bị chấn thương. Brock Lesnar và Shelton Beljamin đã giành đai lần thứ 3 và cũng là lần cuối cùng vào ngày 29 tháng 10 năm 2001 khi chiến thắng trước Rico & Prototype. 

#### Ba lần đầu giành đai WWE Championship (2002–2003)
WWE 2012
Vào Monday Night Raw đầu tiên sau Wrestlemania XXVIII, Brock Lenser trở lại và tấn công John Cena. Một tuần sau đó cùng với John Laurinaitis, Brock Lenser lại xuất hiện và GM Raw và Smackdown tuyên bố anh là "new face of WWE". Trước Extreme Rule một tuần, Brock Lenser ký hợp đồng với John Cena trong trận Extreme Rule Match. Trong khi chờ đợi John Cena, anh đã ký một hợp đồng khác với John Laurinaitis, trong hợp đồng yêu cầu đổi tên Monday Night Raw thành Monday Night Raw Staring Brock Lesnar, và vì muốn việc kinh doanh của mình gia tăng, GM Raw và Smackdown đã đồng ý. Và khi Laurinaitis đồng ý, anh đã ngay lập tức ký vào hợp đồng với John Cena. Ngay lập tức nhạc báo hiệu của John nổi lên, Cena đã xuất hiện cùng với sợi dây xích trên cổ, và ngay lập tức John Cena đã ký vào hợp đồng. Tại Extreme Rules, mặc dù đã rất cố gắng nhưng anh đã bị thua trước John Cena. Tại Monday Night Raw Staring Brock Lenser đầu tiên, Big Johny đã chính thức giới thiệu Lesnar là "New face of WWE", ngay lập tức WWE COO Triple H xuất hiện. Johny đã giới thiệu Lenser la "new face of WWE", ngay lập tức Triple H nói "SHUT UP" với John. Anh nói: "name of this show still is 'MONDAY NIGHT RAW'.". Ngay lập tức ẩu đả đã xảy ra giữa COO và Brock, kết quả là cánh tay trái của Triple H bị hủy hoại. Một tuần sau, Paul Heymen người đại diện của Brock tuyên bố Lenser sẽ kiện Triple H và không bao giờ trở lại WWE. Tại Money In The Bank, Triple H đã thách đấu với Lenser tại Summes Slam. Một tuần sau đó, Heymen đã nói: "No" và anh đã bị tấn công bởi Triple H. Một tuần sau đó thông qua mạng vệ tinh Paul Heymen đã nói Lenser sẽ có câu trả lời cho Triple H tại Monday Night Raw 1000. Tại Monday Night Raw 1000, sau khi bị tấn công bởi Stephen Bigman thì một Heymen hoảng sợ đã đống ý lới thách đấu của WWE COO. Tại Monday Night trước Summer Slam một tuần thì Brock đã hủy hoại cánh tay trái của Shawn Micheal-người đã tuyên bố sẽ đứng bên cột phía Triple H. Tại Summer Slam mặc dù đã rất cố gắng nhưng Triple H vẫn phải "tap out" khi Brock một lần nữa hủy hoại cánh tay Triple H. Vào Monday Night kế tiếp Paul Heymen đã gọi Brock Lenser là " The new king of Kings".
ở raw 25/2/2013 Paul Heyman đấu với người tạo ra wwe là Vince Mcmahon thì Brock Lesnar ra đánh Vince Mcmahon và Triple H trở lại và đánh Brock Lesnar và làm anh ấy chảy máu ngày Raw 4/3/2013 Triple h thách thức Brock Lesnar ở Wrestlemania 29 diễn ra vào ngày 7/4 sắp tới
Vào Wrestlemania 29, Brock đã rất cố gắng nhưng thất bại trước Triple H sau khi bị Triple H tung cú Pedigree lên chiếc bậc lên xuống. Tại WrestleMania 30, Brock đã tạo nên một trong những cú sốc lớn nhất lịch sử WWE khi đánh bại Undertaker (người đã có chuỗi 21 trận thắng tại các kì WrestleMania).
Tại Summer Slam 2014, Brock Lesnar đã đánh bại John Cena để qua đó giành chức vô địch WWE World HeavyWeight Champion.
Tại Night Of Champions 2014, Brock tái đấu với Cena tranh WWE World HeavyWeight Champion, Cena tung 4 cú AA lên Brock. Tưởng như Brock sắp thua thì Seth Rollins -người lúc đó đang giữ vali Money In The Bank (vali có thể đòi quyền tranh đai bất cứ lúc nào) đi ra phá ngang trận đấu, đánh Cena và tung Curbstomp lên Brock, theo luật, Cena thắng bằng DQ(luật phạm quy), nhưng Brock Lesnar vẫn là người giữ đai. Cena đuổi Seth chạy, Brock tung F5 lên Cena sau đó đi vào trong cùng chiếc đai và tạm nghỉ vài tháng
Vài tháng sau, tại 1 show Raw, khi Paul Heyman (quản lý của Brock) chuẩn bị phải đấu với Chris Jericho thì Brock quay trở lại cứu Paul và tung F5 lên Jericho. Tại Royal Rumble 2015, Brock sẽ tái đấu với Cena 1 lần nữa tranh WWE World Heavyweight Champion
Nhưng The Authority-nhóm quyền lực của công ty, đã thêm Seth Rollins vào trận đấu và trở thành trận Triple Threat Match.Tại Royal Rumble 2015,Cena và Seth cùng hợp lại đánh Brock. Brock ăn 3 cú AA,1 cú Curbstomp, bị Cena tông đổ hàng rào khán giả và cuối cùng bị Seth Rollins tung Phoenix Splash làm sập bàn bình luận.Tưởng như Brock không còn dậy được nữa thì khi Seth sắp thắng trận đấu, Brock quay trở lại tung F5 lên Seth và pin.1..2..3 Brock Lesnar thắng và vẫn giữ đai WWE World Championship
Cùng đêm với chiến thắng của Brock, người giành chiến thắng trận Royal Rumble là Roman Reigns - đồng nghĩa với việc Roman Reigns sẽ đấu với Brock Lesnar tại Wrestle Mania 31(sự kiện lớn nhất năm của WWE) tranh đai WWE World Championship.
Tại Wrestle Mania 31,Brock tung 10 cú Suplex và 4 cú F5 lên Roman Reigns. Roman cũng tung 3 Superman Punch và 2 Spear lên Brock.Trận đấu diễn ra kịch tính thì một lần nữa, Seth Rollins đi ra và đòi quyền tranh đai,tung Curbstomp lên cả Brock và Reigns và giành được đai. Brock rất tức giận,show Raw hôm sau anh tìm Seth để đòi tái đấu nhưng Seth chạy trốn, Brock tức giận đánh cả các bình luận viên và 1 anh quay phim. Sau đó anh bị cấm thi đấu vì tội hành hung nhân viên. Tại show Raw trước Battleground, Brock Lesnar bất ngờ trở lại thách đấu Seth Rollins và cả hai sẽ đấu với nhau tại Battleground tranh WWE WHC. Tại Battleground, Brock sắp giành chiến thắng thì Undetaker bất ngờ trở lại tấn công Brock, tung Chokeslam và Tombstone Piledriver lên Brock.
Tại Summerslam 2015, Brock và Undertaker đã có trận tái đấu hấp dẫn. Bước ngoặt của trận đấu xảy ra khi Brock đang tung đòn Kimura Lock (khóa bẻ tay) với Undertaker thì tiếng chuông kết thúc trận đấu vang lên. Trọng tài ra nói với người đánh chuông rằng ông không hề ra hiệu (theo quy định thì trọng tài ra hiệu -> người đánh chuông rung chuông -> trận đấu kết thúc). Trong lúc khán giả chưa hiểu chuyện gì, Paul Heyman đang giơ tay Brock vì tin thân chủ của ông đã giành chiến thắng thì Undertaker tung đòn Low Blow (đòn đánh vào chỗ hiểm) từ phía sau. Brock gục xuống và bị Undertaker khóa Hell's Gate (khóa cổ). Brock giơ ngón fuck và ngất đi. Undertaker được tuyên bố là người dành chiến thắng. Sau khi trận đấu kết thúc, máy quay đã bắt được cảnh khi Brock đang khóa Kimura Lock thì Undertaker đã đập tay xin thua. Trận đấu thứ ba và cũng là trận cuối cùng giữa Undertaker và Brock Lesnar diễn ra tại Hell in a Cell 2015 theo thể thức cùng tên (diễn ra trong lồng sắt), đây là trận đấu được khán giả bình chọn là trận đấu hay nhất của năm. Trận đấu diễn ra ác liệt và cả hai đều đổ máu. Brock đã trả thù thất bại tại Summerslam khi tung đòn Low Blow với Undertaker và tung đòn kết liễu F5 lên mảnh sàn gỗ (đã bị Brock bóc lớp vải trước đó). Brock đánh bại Undertaker tại Hell in a Cell 2015.
Tại Fastlane 2016, Brock tham gia trận Triple Threat với Dean Ambrose và Roman Reigns. Người thắng trong trận đấu này sẽ tranh đai WWE với Triple H tại WrestleMania 32, Dean phang ghế vào Roman rồi phang tiếp vào Brock, Brock bị phang nhiều nên lăn xuống sàn đấu. Dean quay lại thì bị Roman tung đòn kết liễu Spear và pin. Roman thắng. Dean Ambrose vs Brock tại WrestleMania 32 theo thể thức trận đấu đường phố (dùng vũ khí). Dean đập nhiều nhưng không ăn được Brock và bị F5 vào đống ghế. Brock thắng. Brock nghỉ 1 thời gian và đối đầu tượng đài Goldberg tại Survivor Series 2016, Goldberg hạ Brock trong vài phút chỉ với 1 Spear và 1 Jackhammer khiến cho các khán giả WWE bất  ngờ (Brock từ lâu đã không thua tại WWE). Tại Royal Rumble 2017, Brock đang vô đối trong trận Royal Rumble thì Goldberg là đô vật tiếp theo lên sàn và spear Brock, sau đó loại luôn Brock. Tại WrestleMania 33, Brock tái đấu Goldberg, trận đấu này cũng để tranh đai WWE Universal vì khi đó Goldberg đang là nhà vô địch WWE Universal (vừa giành đai tại Fastlane 2019). Vừa vào trận Brock đã ăn 1 Spear, 1 Jackhammer, Goldberg pin nhưng chỉ đến 2. Goldberg bất ngờ, ông lùi vào góc đài để chuẩn bị Spear, Brock thì ở góc đài đối diện. Goldberg lao đến, Brock dang hai chân nhảy qua đầu Goldberg khiến ông lao thẳng vào góc đài và bị choáng. Brock tung đến Suplex thứ 10 rồi tung thêm 1 F5. Brock thắng và giữ đai WWE Universal Championship.

### Lần thứ hai trở lại WWE

#### Thù với Roman Reigns (2021—nay)
Lesnar, giờ để râu và tóc đuôi ngựa, trông như một nông dân, bất ngờ trở lại tại SummerSlam vào ngày 21 tháng 8 năm 2021, đối đầu với Nhà vô địch Universal Roman Reigns ngay sau khi Reigns bảo toàn đai trước John Cena. Tại WWE Draft 2021, có nguồn tin cho biết Lesnar giờ trở thành đô vật tự do, đồng nghĩa với việc anh có thể thi đấu tại bất cứ thương hiệu nào. Sau đó, Lesnar chủ yếu xuất hiện trên thương hiệu SmackDown, anh chạm trán Reigns tranh đai Universal tại Crown Jewel, nhưng Lesnar đã thua trận đấu do sự can thiệp từ The Usos. Trong SmackDown đêm tiếp theo, xảy ra ẩu đả giữa anh với Reigns và các nhân viên phòng thay đồ, dẫn đến việc anh bị treo giò bởi nhân vật có thẩm quyền Adam Pearce, nhưng Pearce cũng bị Lesnar tấn công. Trong SmackDown ngày 26 tháng 11, có thông báo rằng án đình chỉ của anh đã bị dỡ bỏ. Trong SmackDown ngày 3 tháng 12, có nguồn tin cho hay anh sẽ tái đấu với Reigns tranh đai Universal tại sự kiện Day 1. Tuy nhiên, trận đấu đã bị hủy do Reigns xét nghiệm dương tính với COVID-19, và Lesnar sau đó được thêm vào trận tranh đai WWE Championship của thương hiệu Raw, biến đây thành trận fatal five-way. Tại Day 1, Lesnar lần thứ sáu vô địch đai WWE Championship, khi đánh bại Seth Rollins, Kevin Owens, Bobby Lashley, và cựu vô địch Big E — E là người bị Lesnar đè đếm thành công để giành đai. Đêm tiếp theo tại Raw, Lesnar quay trở lại hợp tác với cố vấn của mình là Paul Heyman.
Tại Royal Rumble, anh thua trận đấu với Lashley và mất chức vô địch sau 29 ngày giữ đai, do bị Heyman phản bội (là người ngay sau đó quay trở lại hợp tác với Roman Reigns). Cuối đêm đó, anh bất ngờ tham gia trận Royal Rumble ở vị trí 30 và thắng trận đấu sau khi loại người trụ lại sau cuối Drew McIntyre. Lesnar trở thành người thứ tư thắng trận Royal Rumble khi xuất phát ở vị trí 30 (sau The Undertaker năm 2007, John Cena năm 2008 và Triple H năm 2016). Với trận thắng này, anh là đô vật thứ 9 trong lịch sử từng 2 lần thắng trận Rumble, anh thắng trận đầu tiên là vào năm 2003. Anh cũng là đô vật đầu tiên mất một chức vô địch thế giới và ngay sau đó thắng trận Rumble trong cùng một đêm. Trong số các đô vật từng nhiều lần thắng trận Rumble, Lesnar cũng lập kỷ lục về khoảng thời gian thắng giữa các trận Rumble là 19 năm. Anh cũng lập kỷ lục là người thắng trận Rumble nhưng thi đấu với thời gian ngắn nhất. Anh tham gia trận đấu trong 2 phút 30 giây, đánh bại kỷ lục của Edge vào năm 2010 là 5 phút 7 giây. Trong Raw đêm tiếp theo, Lesnar thông báo rằng anh sẽ thách đấu Reigns tranh đai Universal tại WrestleMania 38 cũng như tham dự trận Elimination Chamber tranh đai vô địch WWE tại sự kiện cùng tên. Lần đầu tiên tham dự trận Elimination Chamber, Lesnar đã thắng trận đấu và lần thứ bảy vô địch đai WWE Championship khi một tay lần lượt loại các đối thủ Seth Rollins, AJ Styles, Riddle và Austin Theory, ngoại trừ Bobby Lashley đã sớm bị loại trong trận đấu do chấn thương đập đầu vào thanh chắn của lồng, đồng thời biến trận tranh đai Universal Championship giữa anh với Reigns tại WrestleMania thành Trận Winner Takes All. Trong Raw đêm hôm sau, trận Winner Takes All giữa hai người được đổi thành trận thống nhất chức vô địch. Tại sự kiện này, Lesnar đã thua trận đấu.

## Các chức vô địch và danh hiệu

### Collegiate wrestling
- National Collegiate Athletic Association
  - NCAA Division I All-American (1999, 2000)
  - NCAA Division I Heavyweight Champion (2000)
  - Big Ten Conference Champion (1999, 2000)
- National Junior College Athletic Association
  - NJCAA All-American (1997, 1998)
  - NJCAA Heavyweight Champion (1998)
  - North Dakota State University Bison Tournament Champion (1997–1999)[209]

### Mixed martial arts
- Inside Fights
  - Biggest Draw (2008)[210]
  - Rookie of the Year (2008)[210]
- Sherdog Awards
  - Beatdown of the Year (2009)[211]
- Sports Illustrated
  - Top Newcomer of the Year (2008)[212]
- Ultimate Fighting Championship
  - UFC Heavyweight Champion (1 time)
  - Submission of the Night (1 time)
- World MMA Awards
  - Breakthrough Fighter of the Year (2009)[213]
- Wrestling Observer Newsletter
  - Best Box Office Draw (2008–2010)[214]
  - MMA Most Valuable Fighter (2008–2010)[214]

### Professional wrestling
Lesnar is a four-time WWE (World Heavyweight) Champion
- Guinness World Records
  - World record: Youngest person to win the WWE Championship (aged 25 years, 44 days)[215]
- Inoki Genome Federation
  - IWGP Heavyweight Champion (1 time)[a]
- New Japan Pro Wrestling
  - IWGP Heavyweight Champion (1 time)[a]
- Ohio Valley Wrestling
  - OVW Southern Tag Team Champion (3 times) – with Shelton Benjamin[27]
- Pro Wrestling Illustrated
  - Feud of the Year (2003) vs. Kurt Angle[216]
  - Feud of the Year (2015) vs. The Undertaker
  - Match of the Year (2003) vs. Kurt Angle in an Iron Man match on SmackDown! on September 16[217]
  - Most Improved Wrestler of the Year (2002)[218]
  - Wrestler of the Year (2002, 2014)[219][220]
  - Ranked #1 of the top 500 singles wrestlers in the PWI 500 in 2003[221]
- Rolling Stone
  - Most Unavoidable Face Turn (2015)[222]
- Wrestling Observer Newsletter
  - Best Brawler (2003)[223]
  - Best Wrestling Maneuver (2002) F5
  - Feud of the Year (2003) vs. Kurt Angle[224]
  - Most Improved Wrestler (2002, 2003)[225]
  - Wrestling Observer Newsletter Hall of Fame (Class of 2015)[226]
- World Wrestling Entertainment
  - WWE Universal Championship (3 lần)
  - WWE Championship (5 lần)[b]
  - King of the Ring 2002[7]
  - Royal Rumble 2003[8]
  - Slammy Awards (5 lần)
    - # của năm (2015) – #SuplexCity
    - Sự cạnh tranh của năm (2015) – vs Undertaker
    - Trận đấu của năm (2015) – vs Undertaker tại Hell in a Cell
    - "Nói Với Tôi Bạn Không Nói Điều Đó" Khoảnh khắc của năm (2015) – "Suplex City" tại Wrestle Mania XXXI
    - The OMG Shocking Khoảnh khắc của năm (2014) – Kết thúc kỷ lục ở Wrestle Mania của Undertaker tại Wrestle Mania X

## Biệt danh
- "The Beast"